# Abu Dhabis Grand Prix 2022
Abu Dhabis Grand Prix 2022, officiellt Formula 1 Etihad Airways Abu Dhabi Grand Prix 2022, var ett Formel 1-lopp som kördes den 20 november 2022 på Yas Marina Circuit i Förenade Arabemiraten. Loppet var det tjugoandra och sista loppet ingående i Formel 1-säsongen 2022 och kördes över 58 varv.

## Bakgrund

### Ställning i mästerskapet före loppet
| Pos. | Förare          | Poäng |
| ---- | --------------- | ----- |
| 1    | Max Verstappen  | 429   |
| 2    | Charles Leclerc | 290   |
| 3    | Sergio Pérez    | 290   |
| 4    | George Russell  | 265   |
| 5    | Lewis Hamilton  | 240   |

| Pos. | Konstruktör      | Poäng |
| ---- | ---------------- | ----- |
| 1    | Red Bull         | 719   |
| 2    | Ferrari          | 524   |
| 3    | Mercedes         | 505   |
| 4    | Alpine-Renault   | 167   |
| 5    | McLaren-Mercedes | 148   |

- Notering: Endast de fem bästa placeringarna i vardera mästerskap finns med på listorna.

### Deltagare
Förarna och teamen var desamma som säsongens anmälningslista utan några ändringar för loppet. Dock ersattes följande ordinarie förare under första träningspasset.
- Robert Shwartzman istället för Carlos Sainz
- Pietro Fittipaldi istället för Mick Schumacher
- Pato O'Ward istället för Lando Norris
- Jack Doohan istället för Fernando Alonso
- Liam Lawson istället för Max Verstappen
- Felipe Drugovich istället för Lance Stroll
- Robert Kubica istället för Zhou Guanyu
- Logan Sargeant istället för Nicholas Latifi

### Däckval
Däckleverantören Pirelli tog med sig däckblandningarna C3, C4 och C5 (betecknade hårda, medium respektive mjuka) för stallen att använda under tävlingshelgen.

## Kvalet
| Pos.                   | No. | Förare           | Konstruktör                  | Kvalificeringstider | Kvalificeringstider | Kvalificeringstider | Final grid |
| Pos.                   | No. | Förare           | Konstruktör                  | Q1                  | Q2                  | Q3                  | Final grid |
| ---------------------- | --- | ---------------- | ---------------------------- | ------------------- | ------------------- | ------------------- | ---------- |
| 1                      | 1   | Max Verstappen   | Red Bull Racing-RBPT         | 1:24.754            | 1:24.622            | 1:23.824            | 1          |
| 2                      | 11  | Sergio Pérez     | Red Bull Racing-RBPT         | 1:24.820            | 1:24.419            | 1:24.052            | 2          |
| 3                      | 16  | Charles Leclerc  | Ferrari                      | 1:25.211            | 1:24.517            | 1:24.092            | 3          |
| 4                      | 55  | Carlos Sainz Jr. | Ferrari                      | 1:25.090            | 1:24.521            | 1:24.242            | 4          |
| 5                      | 44  | Lewis Hamilton   | Mercedes                     | 1:25.594            | 1:24.774            | 1:24.508            | 5          |
| 6                      | 63  | George Russell   | Mercedes                     | 1:25.545            | 1:24.940            | 1:24.511            | 6          |
| 7                      | 4   | Lando Norris     | McLaren-Mercedes             | 1:25.387            | 1:24.903            | 1:24.769            | 7          |
| 8                      | 31  | Esteban Ocon     | Alpine-Renault               | 1:25.735            | 1:25.007            | 1:24.830            | 8          |
| 9                      | 5   | Sebastian Vettel | Aston Martin Aramco-Mercedes | 1:25.523            | 1:24.974            | 1:24.961            | 9          |
| 10                     | 3   | Daniel Ricciardo | McLaren-Mercedes             | 1:25.766            | 1:25.068            | 1:25.045            | 131        |
| 11                     | 14  | Fernando Alonso  | Alpine-Renault               | 1:25.782            | 1:25.096            | N/A                 | 10         |
| 12                     | 22  | Yuki Tsunoda     | AlphaTauri-RBPT              | 1:25.630            | 1:25.219            | N/A                 | 11         |
| 13                     | 47  | Mick Schumacher  | Haas-Ferrari                 | 1:25.711            | 1:25.225            | N/A                 | 12         |
| 14                     | 18  | Lance Stroll     | Aston Martin Aramco-Mercedes | 1:25.741            | 1:25.359            | N/A                 | 14         |
| 15                     | 24  | Zhou Guanyu      | Alfa Romeo-Ferrari           | 1:25.594            | 1:25.408            | N/A                 | 15         |
| 16                     | 20  | Kevin Magnussen  | Haas-Ferrari                 | 1:25.834            | N/A                 | N/A                 | 16         |
| 17                     | 10  | Pierre Gasly     | AlphaTauri-RBPT              | 1:25.859            | N/A                 | N/A                 | 17         |
| 18                     | 77  | Valtteri Bottas  | Alfa Romeo-Ferrari           | 1:25.892            | N/A                 | N/A                 | 18         |
| 19                     | 23  | Alexander Albon  | Williams-Mercedes            | 1:26.028            | N/A                 | N/A                 | 19         |
| 20                     | 6   | Nicholas Latifi  | Williams-Mercedes            | 1:26.054            | N/A                 | N/A                 | 20         |
| 107%-gränsen: 1:30.687 |     |                  |                              |                     |                     |                     |            |
| Källor:                |     |                  |                              |                     |                     |                     |            |

Noter
- ^1  – Daniel Ricciardo mottog ett straff på tre startplaceringar för att ha orsakat en kollision med Kevin Magnussen under tidigare omgång.[5]

## Loppet
| Pos.                                                                 | No. | Förare           | Konstruktör                  | Varv | Tid/Avslutade ej loppet | Placering | Poäng |
| -------------------------------------------------------------------- | --- | ---------------- | ---------------------------- | ---- | ----------------------- | --------- | ----- |
| 1                                                                    | 1   | Max Verstappen   | Red Bull Racing-RBPT         | 58   | 1:27:45.914             | 1         | 25    |
| 2                                                                    | 16  | Charles Leclerc  | Ferrari                      | 58   | +8.771                  | 3         | 18    |
| 3                                                                    | 11  | Sergio Pérez     | Red Bull Racing-RBPT         | 58   | +10.093                 | 2         | 15    |
| 4                                                                    | 55  | Carlos Sainz Jr. | Ferrari                      | 58   | +24.892                 | 4         | 12    |
| 5                                                                    | 63  | George Russell   | Mercedes                     | 58   | +35.888                 | 6         | 10    |
| 6                                                                    | 4   | Lando Norris     | McLaren-Mercedes             | 58   | +56.234                 | 7         | 91    |
| 7                                                                    | 31  | Esteban Ocon     | Alpine-Renault               | 58   | +57.240                 | 8         | 6     |
| 8                                                                    | 18  | Lance Stroll     | Aston Martin Aramco-Mercedes | 58   | +1:16.931               | 14        | 4     |
| 9                                                                    | 3   | Daniel Ricciardo | McLaren-Mercedes             | 58   | +1:23.268               | 13        | 2     |
| 10                                                                   | 5   | Sebastian Vettel | Aston Martin Aramco-Mercedes | 58   | +1:23.898               | 9         | 1     |
| 11                                                                   | 22  | Yuki Tsunoda     | AlphaTauri-RBPT              | 58   | +1:29.371               | 11        |       |
| 12                                                                   | 24  | Zhou Guanyu      | Alfa Romeo-Ferrari           | 57   | +1 varv                 | 15        |       |
| 13                                                                   | 23  | Alexander Albon  | Williams-Mercedes            | 57   | +1 varv                 | 19        |       |
| 14                                                                   | 10  | Pierre Gasly     | AlphaTauri-RBPT              | 57   | +1 varv                 | 17        |       |
| 15                                                                   | 77  | Valtteri Bottas  | Alfa Romeo-Ferrari           | 57   | +1 varv                 | 18        |       |
| 16                                                                   | 47  | Mick Schumacher  | Haas-Ferrari                 | 57   | +1 varv2                | 12        |       |
| 17                                                                   | 20  | Kevin Magnussen  | Haas-Ferrari                 | 57   | +1 varv                 | 16        |       |
| 183                                                                  | 44  | Lewis Hamilton   | Mercedes                     | 55   | Hydralik                | 5         |       |
| 193                                                                  | 6   | Nicholas Latifi  | Williams-Mercedes            | 55   | Elektronik              | 20        |       |
| Ret                                                                  | 14  | Fernando Alonso  | Alpine-Renault               | 27   | Vattenläcka             | 10        |       |
| Snabbaste varv: Lando Norris (McLaren-Mercedes) – 1:28.391 (Varv 44) |     |                  |                              |      |                         |           |       |
| Källa::                                                              |     |                  |                              |      |                         |           |       |

Noter
- ^1  – Inkluderar en poäng för snabbaste varv.[7]
- ^2  – Mick Schumacher mottog ett tidstillägg på fem sekunder för att ha orsakat en kollision med Nicholas Latifi. Hans slutresultat blev inte påverkat av tidstillägget.[6]
- ^3  – Lewis Hamilton och Nicholas Latifi blev klassificerade eftersom de genomförde mer än 90 % av loppets längd.[6]

## Slutställning i mästerskapet
|        | Pos. | Förare           | Poäng |
| ------ | ---- | ---------------- | ----- |
|        | 1    | Max Verstappen   | 454   |
|        | 2    | Charles Leclerc  | 308   |
|        | 3    | Sergio Pérez     | 305   |
|        | 4    | George Russell   | 275   |
| 1      | 5    | Carlos Sainz Jr. | 246   |
| Källa: |      |                  |       |

|         | Pos. | Konstruktör          | Poäng |
| ------- | ---- | -------------------- | ----- |
|         | 1    | Red Bull Racing-RBPT | 759   |
|         | 2    | Ferrari              | 554   |
|         | 3    | Mercedes             | 515   |
|         | 4    | Alpine-Renault       | 173   |
|         | 5    | McLaren-Mercedes     | 159   |
| Källor: |      |                      |       |

- Noter: Endast de fem första placeringarna är inkluderade för båda resultaten.